# Камник-под-Кримом
Камник-под-Кримом (словен. Kamnik pod Krimom) — поселення в общині Брезовиця, Осреднєсловенський регіон, Словенія. Висота над рівнем моря: 339,1 м.

## Церква
Місцева церква, побудована в центрі села, присвячена Святому Флоріанові та належить до парафії Пресерє. Вперше згадується у письмових документах, датованих 1526 роком, і була перебудована у 18 столітті.